# Sarah Neufeld
Pour les articles homonymes, voir Neufeld.
Sarah Neufeld, née le 27 août 1979 sur l'île de Vancouver, en Colombie-Britannique, est une violoniste canadienne. 

## Biographie
À l'âge de 18 ans, elle quitte l'île de Vancouver pour Montréal, Québec, ville de formation du groupe de rock Arcade Fire.
En 2019, elle est membre d'Arcade Fire au sein duquel elle assure également les chœurs et joue occasionnellement des claviers, et fait parallèlement partie de la formation Bell Orchestre (un quintette instrumental) à l'instar du multi-instrumentiste Richard Reed Parry.

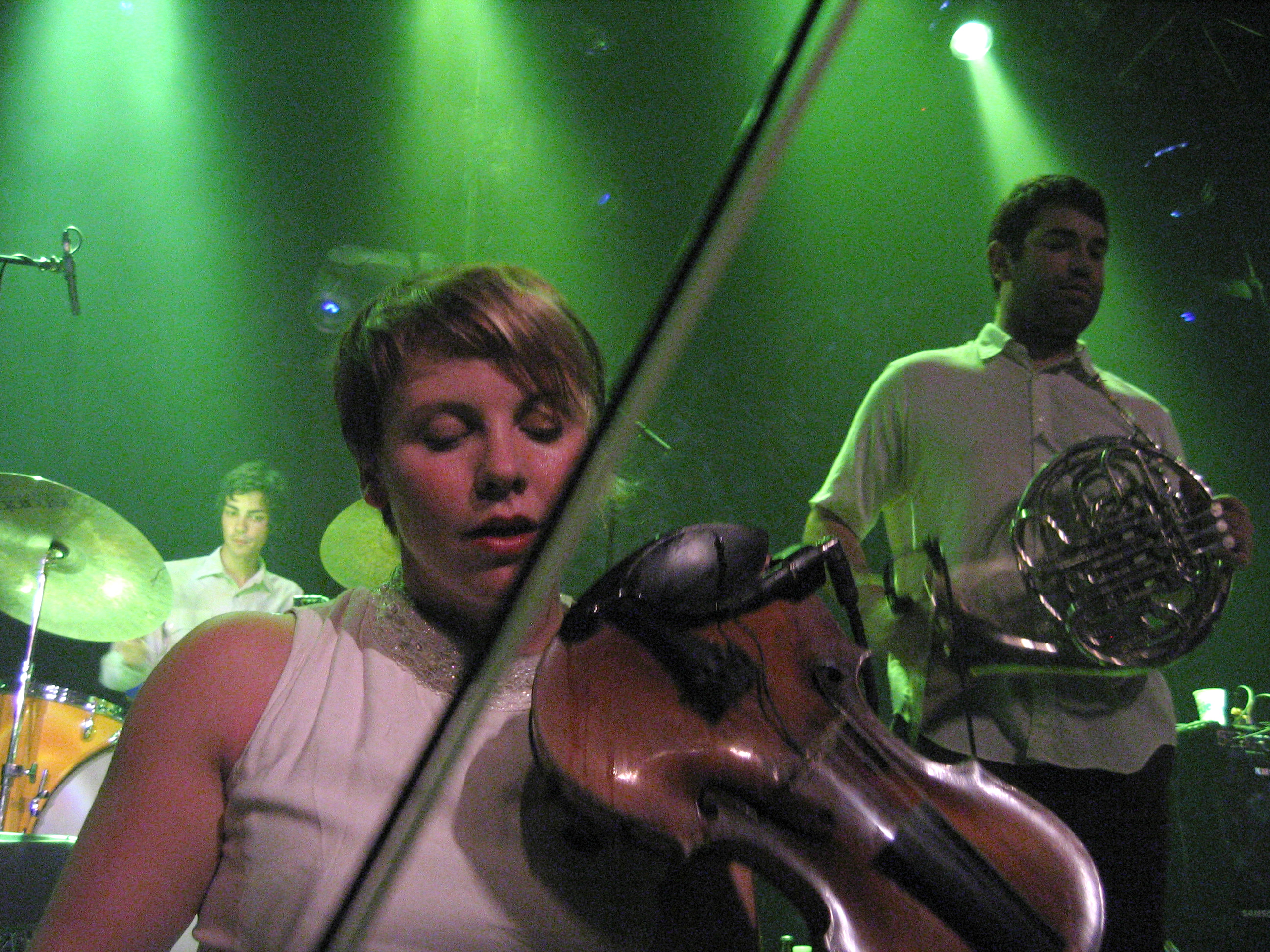
Sarah Neufeld en spectacle à Montréal avec Bell Orchestre le 11 novembre 2005.
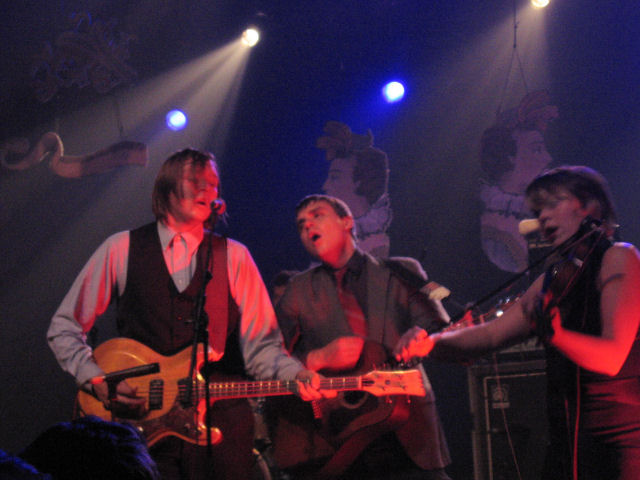
Arcade Fire avec Sarah Neufeld en 2005.
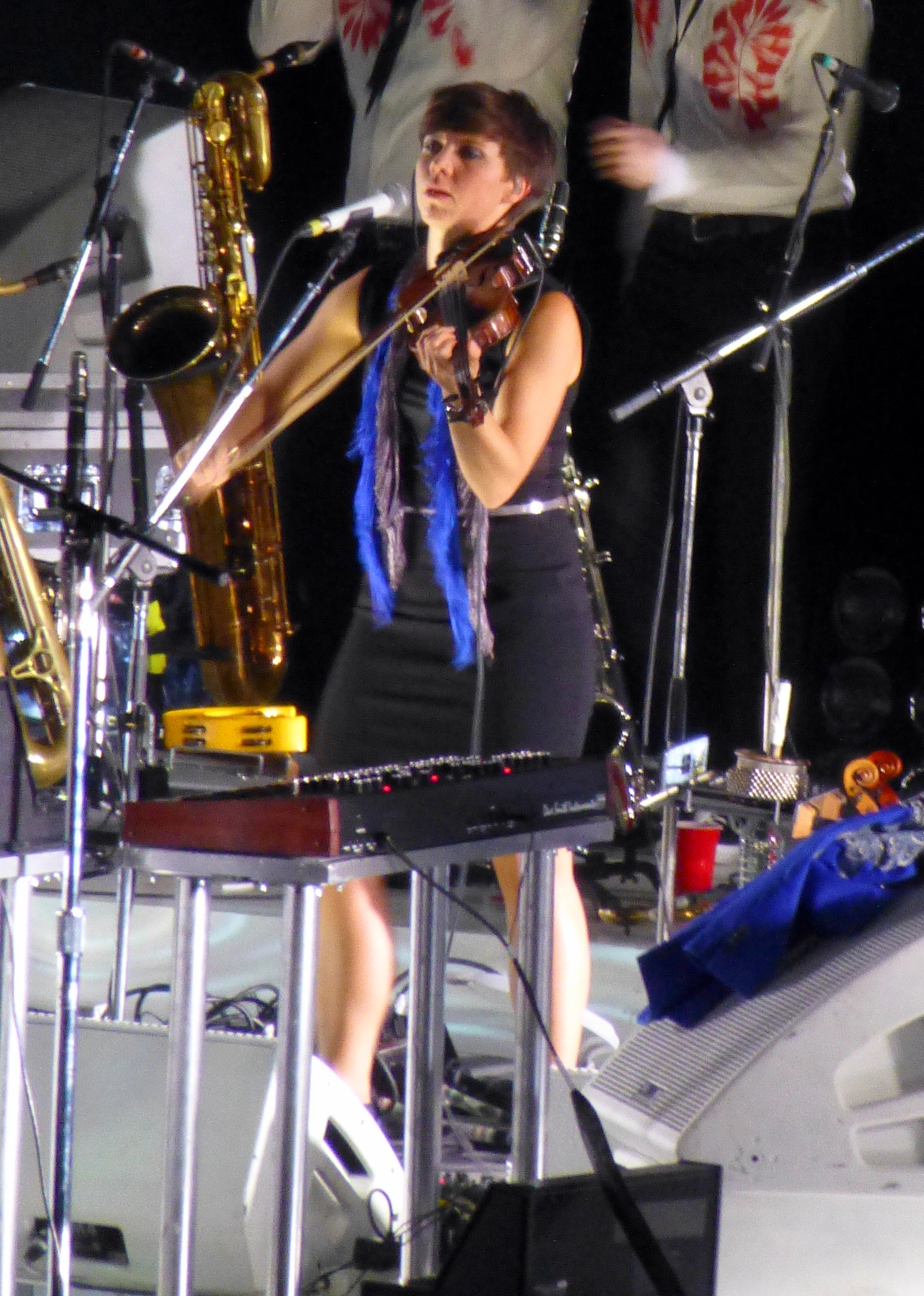
Sarah Neufeld lors de la tournée 2014 d'Arcade Fire

## Discographie
- 2013 - Hero Brother
- 2015 - Never Were the Way She Was (avec Colin Stetson)
- 2016 - The Ridge
- 2021 - Detritus